# Blitzen Trapper
Blitzen Trapper (с англ. — «Молниеносный охотник») — экспериментальная кантри/фолк/рок-группа из Портленда, связанная с Sub Pop, Vagrant Records, Lojinx, и Yep Roc Records. Группа была образована в 2000 году и в настоящее время выступает как квартет в составе Эрика Эрли (гитара/губная гармошка/вокал/клавишные), Брайана Адриана Коха (ударные/вокал/губная гармошка), Майкла Элсона (бас-гитара/клавишные) и Натана Вандерпула (гитара/вокал); на некоторых концертах Майкл Блейк заменяет Вандерпула. Blitzen Trapper самостоятельно выпустили свои первые три альбома.  "Wild Mountain Nation" заняла 98-е место в списке 100 лучших песен 2007 года по версии журнала Rolling Stone.
Blitzen Trapper выпустили свой третий альбом Wild Mountain Nation в 2007 году, получив признание критиков, таких как Pitchfork, The Nerve и Spin. Группа подписала контракт с Sub Pop летом 2007 года.
После выпуска Furr в 2008 году группа получила двухстраничную статью в Rolling Stone. Альбом занял 13-е место в рейтинге лучших альбомов 2008 года по версии журнала Rolling Stone, а заглавный трек занял 4-е место в рейтинге лучших синглов 2008 года по версии журнала. Затем последовали альбомы Destroyer of the Void и American Goldwing, получившие столь же высокие оценки.
1 октября 2013 года группа выпустила VII, свой первый альбом на Vagrant Records в США; альбом также появился на британском инди-лейбле Lojinx в Европе 30 сентября. В середине декабря 2014 года группа самостоятельно издала свой первый концертный альбом Live In Portland, за которым последовал эксклюзив в День музыкального магазина, концертный кавер-альбом на Harvest Нила Янга под названием Live Harvest. Их восьмой студийный альбом All Across This Land был выпущен 2 октября 2015 года. Их девятый студийный релиз — ознаменовавший возвращение группы на собственный лейбл LidKerCow — называется Wild and Reckless и был выпущен 3 ноября 2017 года.
В конце 2019 года давние участники Эрик Ментир (гитара/клавишные), Майкл Ван Пелт (бас) и Марти Маркиз (гитара/клавишные/вокал/мелодика) покинули группу. Оставшиеся основатели Эрли и Кох вернулись к гастролям в 2022 году с новым составом. Во время перерыва в концертных выступлениях группа подписала контракт с лейблом Yep Roc на выпуск своего десятого альбома Holy Smokes Future Jokes 25 сентября 2020 года.

## Дискография
Смотри статью «Дискография Blitzen Trapper» в англ. разделе.
- Blitzen Trapper (2003)	LidKerCow
- Field Rexx (2004)	LidKerCow
- Wild Mountain Nation (2007)	LidKerCow / Sub Pop (UK/EU)
- Furr (2008)	Sub Pop
- Destroyer of the Void (2010)	Sub Pop
- American Goldwing (2011)	Sub Pop
- VII (2013)	Vagrant / Lojinx
- All Across This Land (2015)	Vagrant / Lojinx
- Wild and Reckless (2017)	LidKerCow / Lojinx
- Holy Smokes Future Jokes (2020)	Yep Roc
- 100's of 1000's, Millions of Billions (2024)	Yep Roc